# 中国史時代区分論争
中国史時代区分論争（ちゅうごくしじだいくぶんろんそう）は、20世紀日本の東京学派（歴史学研究会）と京都学派の間で行われた東洋史学上の論争。単に時代区分論争とも。

## 概要
大正期に内藤湖南が提唱した唐宋変革の位置づけについて、京大の内藤や宮崎市定らによる「中世から近世への変化」とする学説（京大説）と、東大の前田直典や西嶋定生らによる「古代から中世への変化」とする学説（歴研説）を巡って激しい論争が行われた。
| 時代   | 殷周 秦漢 | 六朝 隋唐 | 宋元 明清 | 民国 - |
| 世紀   | 前12C -   | 3C -      | 10C -     | 20C -  |
| 京大説 | 古代      | 中世      | 近世      | 最近世 |
| 歴研説 | 古代      | 古代      | 中世      | 近代   |

## 論争の展開

### 内藤の唐宋変革論と時代区分
戦前の内藤湖南は唐宋変革論を提唱した。それ以前は「唐宋八大家」のように、唐と宋の連続性を重視する見解が主流であった。これに対して唐宋変革論は、唐と宋を中国史上でも国家財政や経済文化の大変動が起きた時代と位置づける。後の時代区分論争においても、両派とも唐宋間で区分する点では共通していた。
また、内藤没後に出版された講義録『支那上古史』によれば、内藤は「上古」、「中世」、「近世前期」、「近世後期」の四期区分を提唱していた。この区分では、「上古」と「中世」、「中世」と「近世前期」の間に「過渡期」が設けられている。
| 時代 | 開闢 - 後漢中頃 | 開闢 - 後漢中頃 | 後漢後半 - 西晋 | 五胡十六国 - 唐中世 | 唐末 - 五代 | 宋 - 元 | 明 - 清 |
| 区分 | 第一期          | 第一期          | 第一過渡期      | 第二期              | 第二過渡期  | 第三期  | 第四期  |
| 区分 | 上古            | 上古            |                 | 中世                |             | 近世    | 近世    |
| 区分 | 前期            | 後期            |                 |                     |             | 前期    | 後期    |

内藤は各期について以下のように説明している。
第一期 上古
前後の二期に分ける事ができるが、その境界は曖昧である。前期は支那文化が形成される時代、後期はその文化が外部に発展し、「東洋史」に変形する時代である。
第一過渡期
支那文化の外部発展が停止した時代である。
第二期 中世
外部種族の自覚により、その勢力が反動的に支那内部に及んだ時代である。
第二過渡期
外来の勢力が支那において頂点に達する時代である。

### 宮崎市定の「世界史年表」
内藤が指導教官の一人であった宮崎市定は、内藤の区分を受け継いだ上で、更に西アジア・西洋史を視野に入れて以下のような「世界史年表」に発展させた。この年表では、「古代」、「中世」、「近世」、「最近世」の四期区分が用いられ、過渡期は曲線を用いて表されている。
| 西暦       |      | 前400 |      |      | 1    |      |      |      | 400  |      |      |      |      | 1000 |      |      | 1400 |      |      | 1800   |        |        |
| 東洋       | 古代 | 古代  | 古代 | 古代 | 古代 | 古代 |      |      | 中世 | 中世 | 中世 | 中世 |      | 近世 | 近世 | 近世 | 近世 | 近世 | 近世 | 近世   |        | 最近世 |
| 西アジア   | 古代 | 古代  |      | 中世 | 中世 | 中世 | 中世 | 中世 | 中世 | 中世 |      | 近世 | 近世 | 近世 | 近世 | 近世 | 近世 | 近世 | 近世 | 近世   |        | 最近世 |
| ヨーロッパ | 古代 | 古代  | 古代 | 古代 | 古代 | 古代 | 古代 |      |      | 中世 | 中世 | 中世 | 中世 | 中世 | 中世 |      | 近世 | 近世 |      | 最近世 | 最近世 | 最近世 |

## 各時代・分野での論争

### 秦漢帝国の支配形態
西嶋定生は1949年・1950年に発表した論考（西嶋旧説）で、高祖の配下集団に見られる中涓・舎人・卒・客といった言葉に着目し、これを家内奴隷的・擬制家族的な存在であるとし、高祖集団を戦闘集団ではなく生活集団であるとした。そしてこの高祖集団の有り様は当時の豪族一般に通ずるものであり、この形態こそが当時の社会経済の主な部分を担っており、漢帝国と皇帝という関係もまたこの形態を取っているとした。西嶋はこれを奴隷制が中国的な展開をしたものとみなし、漢帝国が奴隷制国家であったと論じた。
これに対して様々な方面から批判が寄せられたが、その中で最も重要なものが増淵龍夫によるものである。増淵は、西嶋の高祖集団に対する理解は正しいとする。しかしそれを即座に敷衍し、奴隷制といういわば外形からのアプローチのみで理解することが正しいことであろうか、との疑念を出し、当事者たちの内部、心的部分までに踏み込まねば真の理解は得られないとした。春秋時代以前においては集落（邑）は同一氏族が一緒になって生活する場であり、その中での成員の変動というのはほとんどなかった。しかし戦国時代以降は集落の中から外へ、外から中への移動が激しくなっていた。その中で血縁という絆を持たない者同士が新しく人間関係を築く際の絆とされた者が戦国四君などに見られる「恩を恩で返す」というような任侠精神である。この任侠精神は、当時の社会の外に存在していた遊侠などに限定されたものではなく、西嶋が言ったような家内奴隷的集団を内側から支える役割をなしたものであるとする。
またこれに加えて浜口重国により、当時の社会において豪族は生産の主たる位置を占めておらず、生産の主たる位置は圧倒的多数である自作小農民である、という指摘が行われた。これらの批判を受けて西嶋は旧説を撤回し、皇帝と小農民との関係性を主眼に置いた新たな論考（西嶋新説）を発表した。これが個別人身的支配論である。西嶋は漢の二十等爵制を分析し、この爵制の目的が、当時崩壊しつつあった旧来の民間集落の秩序を新たな爵制により補填することにより、集落の秩序形成を国家が肩代わりすることで民衆一人一人個別の人身に対して支配を及ぼそうとすることにあったとした。
西嶋新説に対して増渕は「その着眼点の非凡さには敬意を表する」としたものの、西嶋新説の皇帝・国家側から一方的に民衆に対して支配力を及ぼす形は、結局のところ西嶋が否定した東洋的専制主義・アジア的停滞論と変わる所がないのではないか、という指摘を行い、西嶋の論を「動きの取れない構造論」と批判した。そして、西嶋が「個別人身的支配の外の存在」とした豪族と、その支配下にある民とが形成する共同体こそが、個別人身的支配を現実的に実現する媒介の役割をなす存在であるとした。

### 宋代の経済
戦後の宋代史研究では生産の諸関係について、どれが基本的生産関係なのかその性格は何か種々の論争がされた。

#### 唯物史観と「生産関係」
戦後の歴史学界、とりわけ歴史学研究会の研究者の大きな影響を与えていたのが、唯物史観である。その認識は以下を骨子とする。
- 人間が生きていくゆえで大事な事は衣食住など諸生活手段の生産である。農業用の田んぼ水利事業など農業用地を改善した[15]。
- 労働によって生産するのが経済で人間の諸活動の根源的なものである。人間は通常家族を構成して生産して互いの諸関係を結んでいる。賤民や奴婢が公的法的に宋代に姿を消していた[16]。
- 農業をする労働者（小作人）で家族を構成しないもの奴隷であり、中国の史料用語で奴婢であり、1つ目は奴の男性がある。2つ目は婢の女性の奴隷である。奴隷は普通は大土地所有者（一般的の大家族を構成している）の下で農業生産に従事している。このような生産関係を奴隷的生産関係と言う。家族保有している大土地所有者に土地を借りて耕作行為と地代を納める。西欧のカテゴリーでは農業労働者の小作人の事を農奴と言う（中国では佃客と言う）このような大土地所有者を農奴の生産関係を封建的と相互で農奴制的生産関係の土台で成立している社会を封建社会と言う。人間は社会は個人及び家族構成や自分だけで生産を行えない。他のものと関係を結んで可能だったのである。
- この生産をめぐる関係を生産関係と言う。その事に基づいて大土地所有者の直接生産者から余剰労働から収取関係や階級関係と言う。1つの社会通常複数の生産関係から成り立ち総称して生産諸関係の総体を生産様式と言う。生産諸関係について。基本的な生産の在り方はその社会の3つの性格がある。経済社会の生産システムの性格分類①は古代奴隷制社会である。生産システムの性格分類②は中世封建社会である。生産社会の最後の歴史性格の現代経済社会のシステムは③近代資本主義社会である。①古代奴隷制社会②中世封建社会③近代資本主義の3つの社会が生産システムを決定する。
- 宋代社会は大土地所有者の地主から土地を借りて耕す佃戸と奴隷がいて自分の小さい土地を私有して家族労働により耕す自作農がいる。自作農と結婚して家族を保有して土地を借りている佃戸がいる。自分で経営する農民を小農民経営と言う。奴隷は補足的なものである。これら全ての組織で皇帝と官僚が構成する専制国家権力が存在する。官僚は地主が科挙を受けて合格する。本来地主は官僚と地主と自作農の所有する土地の民田であり、国家は皇帝が所有する土地があり、公田（官田）と言われる田んぼがあり皇帝の土地で皇帝が大地主である。

#### 論争の概観
宋代史研究の第1期は昭和20年（1945年）の敗戦から1950年代の時期である。地主と佃戸関係を基本的な生産関係があるのか、など主に佃戸の歴史的性格をめぐって論争が展開された。東京大学・歴史学研究会を中心とする学派（東大派・歴研派）の周藤吉之と仁井田陞が佃戸の奴隷的隷属性の研究に着手し、地主に経済的のみならず人身的と人格的に支配されている事から農奴と規定した。東大派が宋代以降の中国の経済的な農業社会について封建社会説を唱えたのに対し、京都大学を中心する京都学派の宮崎市定は地主と佃戸の関係を自由と対等な経済的契約関係があるとして、宋代以降の社会を近世資本主義社会とした。全く相容れない両説を折衷しようとしたのが柳田節子で、地域差と言う観点を導入して両者の対立を解決しようとした。
宋代史研究の第2期は1960年代に唱えられたものである。国家は民である（自作農を中心に地主と佃戸も含まれる）事から国家と民の関係を基本とするものであり皇帝を唯一の奴隷主として民を全て皇帝の奴隷をする。重田徳と小山正明の個別人身支配説がある。他に田中正俊のアジア的奴隷制説があり皇帝を農奴主として民を全て農奴とする説と鳥居一康の国家的農奴制説がある。
宋代史研究の第3期が1970年代から現在に至る学説である。村落共同体を基礎として第1期の地主と佃戸関係の宋代史研究の学説と第2期の国家と民の関係の宋代史研究を統一しようとした時期である。柳田節子や高橋芳郎や佐竹靖彦など諸氏の研究の丹蕎二の説がある。生産関係と諸関係について宋代社会は農業社会である。大地から諸生活手段が誕生した。生産する人間集団の最少の単位は家族である。家族より上位の単位は村落である。村落か人間と同じ家族の生産と再生産活動に何の意味もないとされる。村落共同体は実在しないとされる。

#### 佃戸をめぐる論争
第1期が地主と佃戸関係で論争が行われた時期である。帝国大学中心の東洋史の唐宋変革の研究から戦後の歴史思想に変化した時代は昭和20年の敗戦の時期から1950年代の時期である。昭和20年代から昭和35年頃までに地主佃戸制を主張したのは周藤吉之である。中国の荘園は漢代から唐代まで別荘の意味で唐末より宋代に至って荘は田園の所在を指すようになった。漢代より唐代中期までの荘園所有者は宮廷と貴族である。唐代中期から五代十国時代は節度使と武人の時代であった。唐代の均田制が崩壊した後に均田農民の分解により上層農民の荘園所有者が出現する。節度使の保護を受けて官僚となり、宋代になり官戸形勢戸して荘園所有者となった。宋代の荘園の種類は2つある。1つ目の宋代の荘園は土地に集中しているものである。もう1つの宋代の荘園は各地に分散しているものがある。宋代の荘園には不輸の特権がなくて官僚の荘園は役を免除されていた。荘園について述べると地主の中から佃戸の中から指名された管理人を設置していた。耕作人は唐末に奴僕と荘客があり、奴隷に近い状態である。
宋代の農業は奴僕の耕作は重要でなくなる。佃戸の耕作が支配的となった。佃戸は奴隷に近いものが多かった。宋代の荘客について一般に佃戸がある。他の呼称は客戸・佃戸・租戸・地客・火客・隷農と呼ばれた。他の郷より引っ越して地主に租税契約の納めて土地・家屋・耕牛・農具を借りていた。代償として5割から6割の租税と副租税の納入をして、雑役に使用された。地主と佃戸の法律上の地位は、主人僕の分があって、刑法上2等の差別があり、佃戸は婚姻にも干渉された。佃戸は法律上移転の自由がなかった。江南地域では、北宋中期に佃戸に住居を移転する自由があった。随田佃戸について土地売買されるものが多かった。租税課税については現物納税が主流であった。分益方式の租税制度と定額租税制度があった。その他は代金納入方式と金納入の租税制度が宋王朝国家の税制度であった。まとめる論理の学説で税制度を述べると佃戸は重い税を納めていた。高利子の食糧返済するなど苦しい生活を送っており、南宋政府も凶作時代の減税を命じたが、効果がなかった。南宋末期以降に佃戸は地主の租税課税の納入しない『頑佃抗租』が行われた。官田について官戸形勢戸が請佃し、種戸に耕作させる二重に小作関係が成立していた。民田でも佃戸の請負制度、佃戸と種戸の二重の小作関係が成立してるところもあったが多くなかった。
宮崎市定が佃戸の二重の小作関係と田主から業主になり種戸になる変化する関係がある学説を唱えた。周藤は官から⇒田主となり⇒種戸になる関係図と、業主から佃主から種戸の変化する関係で宮崎市定の中間経理者の存在を否定した。佃僕について唐代の奴僕の子孫がいた。僕は佃戸のように主家より独立して住んで租税課税を納めていた。地客は僕と呼ばれた。宋代の荘園について雇用人（人力・女使）も僕と呼ばれた。奴僕と共に主家の直営地を耕作していた。宋代の佃戸について地主に経済的・人格的・身分的に強く隷属して奴隷的であった。

##### 周藤説の問題点
1. 宋代の農業が大土地所有が荘園という形態だった学説を唱えたが　宮崎市定が指摘したように、宋代における商品経済の一定の発展の下、土地所有はある程度分散的に零細的になっていた荘園の制度があった。
2. 周藤が佃戸の奴隷的隷属性質を強調するが、どうして頑佃抗租がおこるのか佃戸の佃権利が形成されるのかの疑問がある。
3. 佃戸の移転禁止の一般法律が南宋初期に制定されるが史料的根拠がない。